# Vallfogona de Balaguer
Vallfogona de Balaguer est une commune de la province de Lérida, en Catalogne, en Espagne, de la comarque de Noguera

## Personnalités
- Meritxell Serret, conseillère à l'agriculture du gouvernement de Catalogne et conseillère municipale